# Nationalpark Drents-Friese Wold

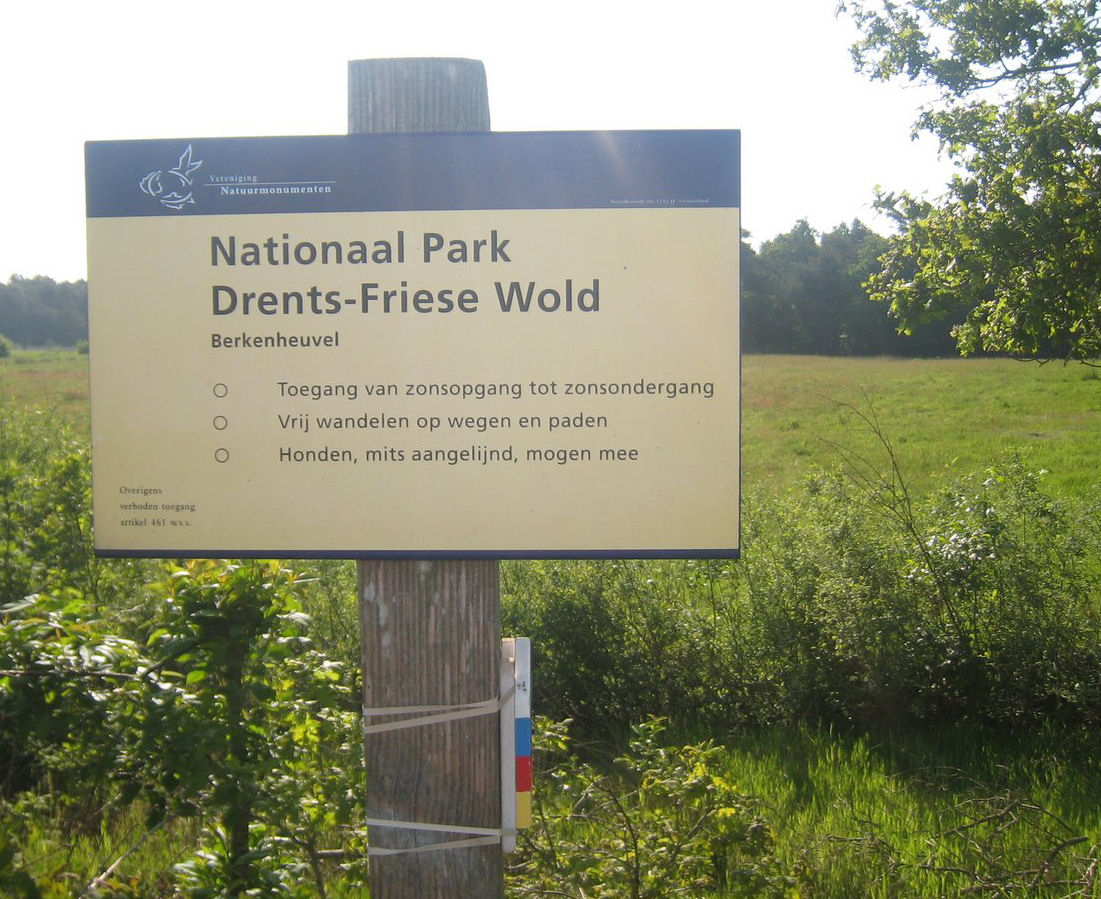
Eingangsschild

Der Nationaal Park Drents-Friese Wold ist ein 6150 Hektar großes, zusammenhängendes Naturgebiet auf der Grenze der niederländischen Provinzen Friesland und Drenthe. Der Nationalpark gehört zu den größten der in den Niederlanden bestehenden 21 Parks und besteht aus Wald-, Heide- und Flugsandgebieten. Sein geschlossenes Waldgebiet ist das zweitgrößte der Niederlande. Eingerahmt wird er von Appelscha im Südosten Frieslands en Doldersum, Diever, Hoogersmilde, Wapse und Vledder in Drenthe.
Das Gebiet Drents-Friese Wold wurde 2000 zum Nationalpark erklärt. Betrieben wird der Park von der staatlichen Forstverwaltung (niederländisch: Staatsbosbeheer), dem Verein für Naturdenkmale (Natuurmonomenten), der Stiftung Het Drentse Landschap und der Stiftung Maatschappij van Weldadigheid. Nur ein sehr kleiner Teil des Gebietes steht noch in Privateigentum.
Mitte des 19. Jahrhunderts begann man damit, einen Großteil des ausgedehnten Heidegebietes zu bewalden. Um das Gut Berkenheuvel und im Diverzand finden sich größere Tannenwälder. In den Wäldern befinden sich zahlreiche kleine Moorseen und Lichtungen mit Heidelandschaften, zum Beispiel Snoekveen und Grote Veen. Ein weites Heidefeld befindet sich im Südwesten des Parks, das Doldersummerveld und das Wasperveld, das sich besonders zur Vogelbeobachtung (Brachvogel, Schwarzkehlchen, Kornweihe) eignet und über einen der zwei vorhandenen Aussichtstürme verfügt. Hier befindet sich der Oberlauf des Bachs De Vledder Aa. Aekingerzand ist die größte Flugsandverwehung. Hier kommen auch die Heidelerche und der Schmätzer vor, am Grenspoel und auf Gut Berkenheuvel gibt es Chancen, Habichte und Schwarzspechte zu beobachten.

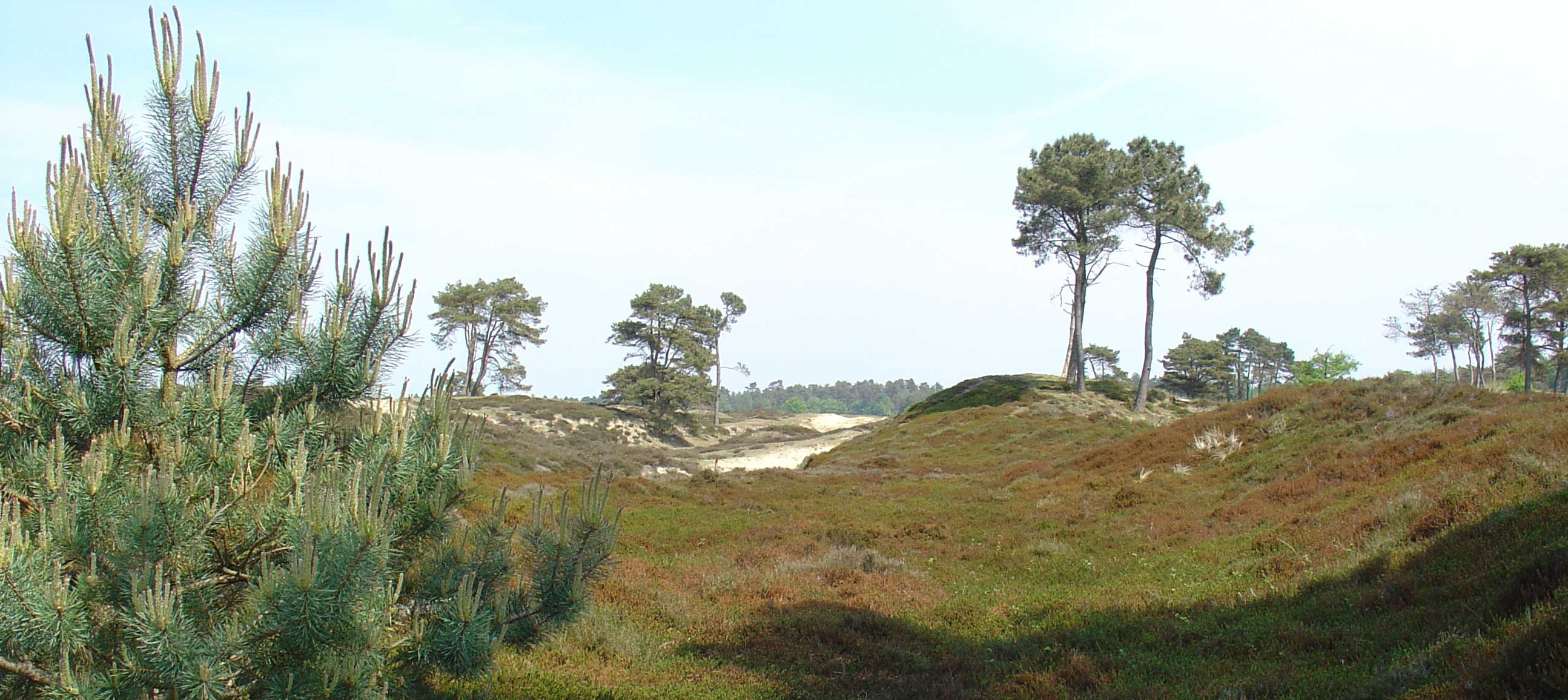
Aekingerzand

Mitten im Nationalpark befindet sich Oude Willem, ein ausgedehntes Landwirtschaftsgebiet, dessen Anbau von der Naturschutzverwaltung kontrolliert wird.
Der Nationalpark verfügt über ein Besucherzentrum in Appelscha und Diever sowie Informationstafeln an den sechs Großparkplätzen des Parks. 30 Rundwanderwege über mehr als 130 Kilometer Wanderwege sind ausgeschildert. Die Wege variieren zwischen zwei und 6,5 Kilometern Länge und können kombiniert werden. Ähnlich ausgedehnt sind Fahrradwege angelegt; zwei Touren à 40 Kilometer und eine über 50 Kilometer für All-Terrain-Fahrten können ebenfalls kombiniert werden. Auf 75 Kilometern Reiterwegen verkehren auch Planwagen.